# Displàsia de maluc canina

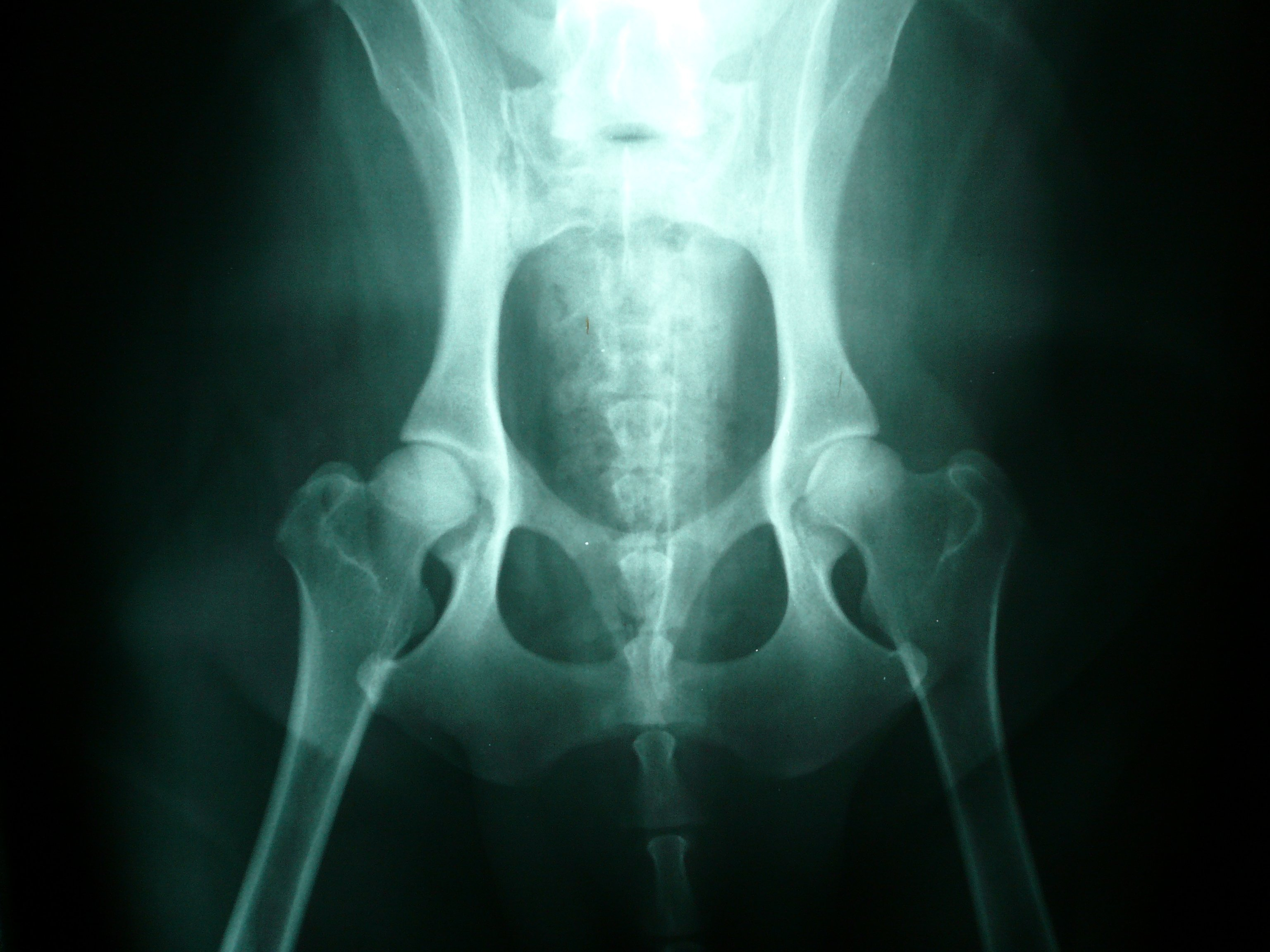
Malucs normals.

La displàsia de maluc és una malaltia o alteració òssia, congènita, de marcat component hereditari, degenerativa i poligènica, consistent en una laxitud i degeneració en major o menor grau de l'articulació coxofemoral (unió de l'acetàbul del maluc i el cap femoral); que produeix dolor i fins i tot alteracions funcionals en l'animal que la pateix, com coixera, dificultat per asseure's o pujar escales.
Afecta principalment a races canines grans o gegants en les que hi ha un ràpid augment de pes i volum corporal en un esquelet immadur i alhora amb mineralització i calcificació tardanes.
En la presentació de la displàsia de maluc també hi intervenen factors ambientals com l'alimentació, l'exercici físic intens, especialment en edats juvenils, sobrepès i alteracions hormonals

## Causes

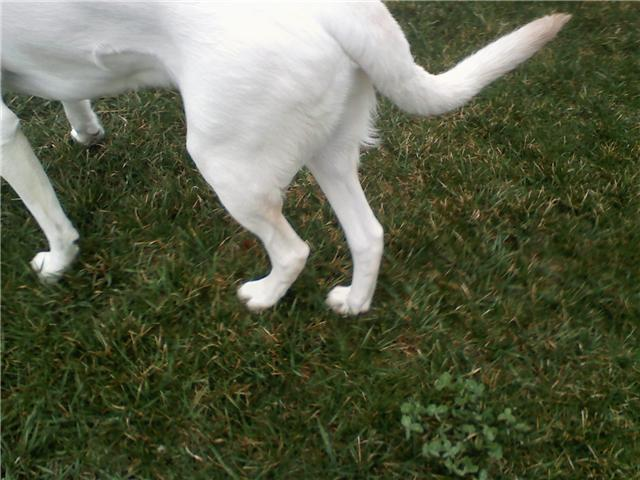
Un Labrador retriever de peu amb les cames posteriors juntes per compensar la displàsia de maluc.

Existeixen factors que incideixen en el desenvolupament o agreujament dels símptomes clínics, com són un desenvolupament molt ràpid, el sobrepès i l'exercici excessiu i/o violent durant el creixement. Les races propenses són les grans i les gegants, a causa del seu pes i al seu ràpid creixement. Un altre dels factors que augmenten la velocitat de deteriorament és l'alimentació, si és inadequada hi haurà més probabilitats de canvis fenotípics adversos, arribant al cas que pot fer que l'animal no pugui córrer o fins i tot caminar.

## Gravetat
La gravetat de la displàsia es pot mesurar si tracem l'anomenat angle de Norberg. Aquest consisteix a traçar sobre una radiografia una línia que vagi des del centre d'un cap del fèmur, al centre de l'altra. Posteriorment, des d'ambdós extrems es traça una altra línia que passi per la vora acetabular dorsal, formant així un angle amb l'anterior. Segons l'amplitud de l'angle, hem de:
- No es presenta displàsia si és major de 105º.
- Si fa entre 100-105º, l'animal té displàsia lleu.
- Si fa entre 90-100º, la displàsia és moderada. S'acompanya de malaltia degenerativa articular i aplanament de l'acetàbul.
- Si mesura menys de 90°, la displàsia és greu. Pot arribar a presentar luxació.

## Tractament

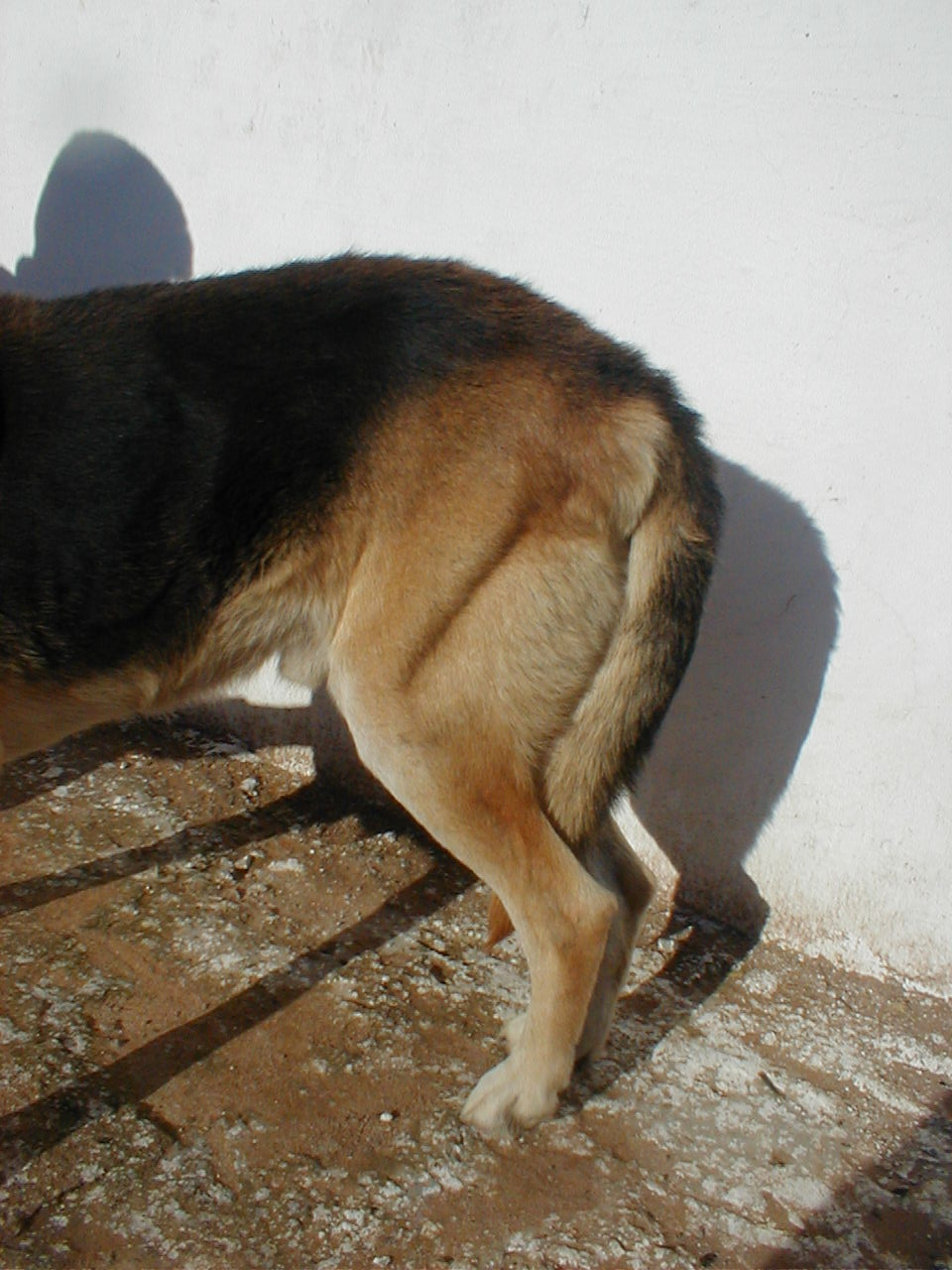
L'atròfia muscular a la cuixa després d'una evolució de dos anys de la displàsia de maluc.

Hi ha diversos graus de displàsia, depenent dels quals el  tractament serà conservador o quirúrgic.
El tractament conservador sol consistir en l'administració de condroportectors (durant llargs períodes, que alenteix el desenvolupament de la malaltia) i d'antiinflamatoris/analgèsics (AINE, en èpoques de més dolor).
El tractament quirúrgic ofereix diferents possibilitats: hi ha tractaments curatius i altres pal·liatius. Quant als curatius destaca la Triple Osteotomia pelviana i en els pal·liatius l'Artroplàstia per Excisió del Cap del Fèmur. Existeixen altres opcions quirúrgiques, similars a les de medicina humana, que consisteixen en la substitució de l'articulació del maluc per una pròtesi, que bé pot ser cimentada o no cementada.

## Prevenció
És important que en adquirir el cadell se sol·liciti un certificat oficial que tant els pares com els avis estan lliures de la malaltia, mitjançant aquesta norma de cria s'han aconseguit resultats significatius en la reducció de la seva incidència als Estats Units i a Europa.
Tanmateix, que els pares estiguin lliures de displàsia no implica necessàriament que la seva descendència no la desenvolupi, perquè és una malaltia poligenètica.
Altres consideracions són: evitar el sobrepès durant el creixement, no sotmetre al cadell a un exercici excessiu, proporcionar a l'animal una dieta adequada a les seves necessitats i evitar que estigui en terres on pugui relliscar.
En casos acusats de displàsia de maluc (o artrosi) el gos pot mantenir part de la seva mobilitat utilitzant una cadira de rodes per a gos.